# Abrantes (São Vicente e São João) e Alferrarede
Abrantes (São Vicente e São João) e Alferrarede (llamada oficialmente União das Freguesias de Abrantes (São Vicente e São João) e Alferrarede) es una freguesia portuguesa del municipio de Abrantes, distrito de Santarém.

## Historia
Fue creada el 28 de enero de 2013, en aplicación de una resolución de la Asamblea de la República de Portugal promulgada el 16 de enero de 2013 con la unión de las freguesias de São João (Abrantes), São Vicente (Abrantes) y Alferrarede, estando situada su sede en la antigua freguesia de São Vicente (Abrantes).

## Demografía
| Gráfica de evolución demográfica de Abrantes (São Vicente e São João) e Alferrarede entre 2011 y 2021 |
| |
| Datos según el nomenclátor publicado por el INE portugués.                                            |